# Грънди (окръг, Мисури)
Окръг Грънди (на английски: Grundy County) е окръг в щата Мисури, Съединени американски щати. Площта му е 1134 km², а населението - 10 432 души (2000). Административен център е град Трентън.